# (1518) Rovaniemi
(1518) Rovaniemi est un astéroïde de la ceinture principale.

## Description
(1518) Rovaniemi est un astéroïde de la ceinture principale. Il fut découvert le 15 octobre 1938 à Turku par Yrjö Väisälä. Il présente une orbite caractérisée par un demi-grand axe de 2,23 UA, une excentricité de 0,14 et une inclinaison de 6,7° par rapport à l'écliptique.

## Nom
Cet astéroïde porte le nom de la ville finlandaise de Rovaniemi, située à seulement six kilomètres au sud du cercle polaire arctique. Rovaniemi est célèbre notamment pour son musée arctique (Arktikum), mais surtout pour être la ville du Père Noël. Celui-ci est souvent visible au Village du Père Noël au niveau du cercle polaire à moins d'une dizaine de kilomètres au nord-est de la ville.

## Compléments